# Grube Kastor
Das Naturschutzgebiet Grube Kastor liegt auf dem Gebiet der Gemeinde Engelskirchen im Oberbergischen Kreis in Nordrhein-Westfalen.

## Geografie
Das etwa 4,5 ha große Gebiet, das im Jahr 1993 unter Naturschutz gestellt wurde, erstreckt sich südwestlich des Kernortes Engelskirchen direkt an der am südlichen Rand des Gebietes fließenden Agger. Südlich verlaufen die Landesstraße L 136 und die A 4.